# Erenna richardi
Erenna richardi is een hydroïdpoliep uit de familie Agalmatidae. De poliep komt uit het geslacht Erenna. Erenna richardi werd in 1904 voor het eerst wetenschappelijk beschreven door Bedot. 